# غارافيا
بلدية غارافيا (بالإسبانية: Garafía) هي بلدية تقع في مقاطعة سانتا كروث دي تينيريفه التابعة لمنطقة جزر الكناري جنوب غرب إسبانيا.

## الديموغرافيا
بلغ عدد سكان بلدية غارافيا 1.707 نسمة عام 2011 (وفقاً للمعهد الوطني للإحصاء الإسباني).
| 2.002 | 2.020 | 2.002 | 1.924 | 1.849 | 1.804 | 1.707 |

## معرض صور

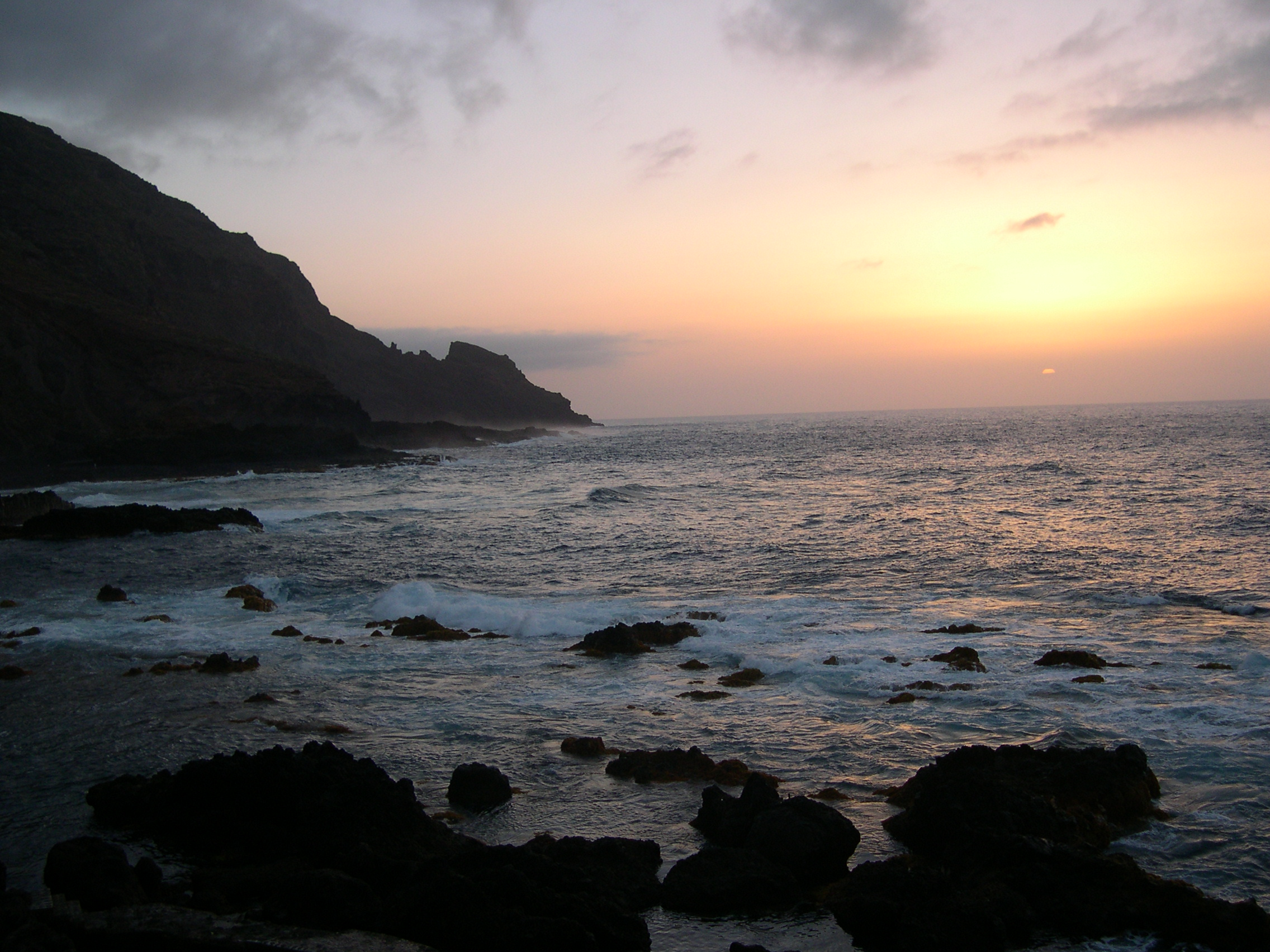
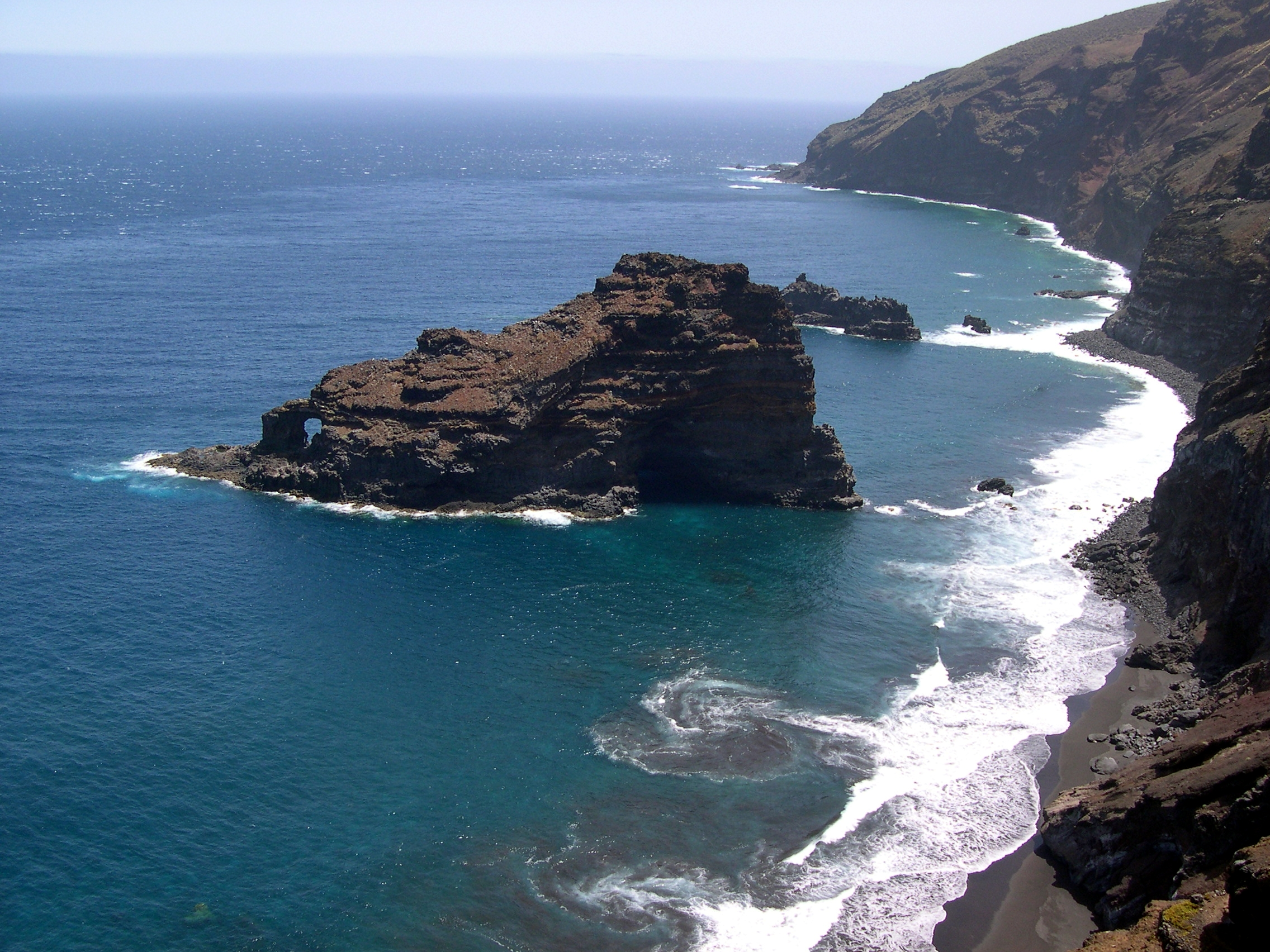
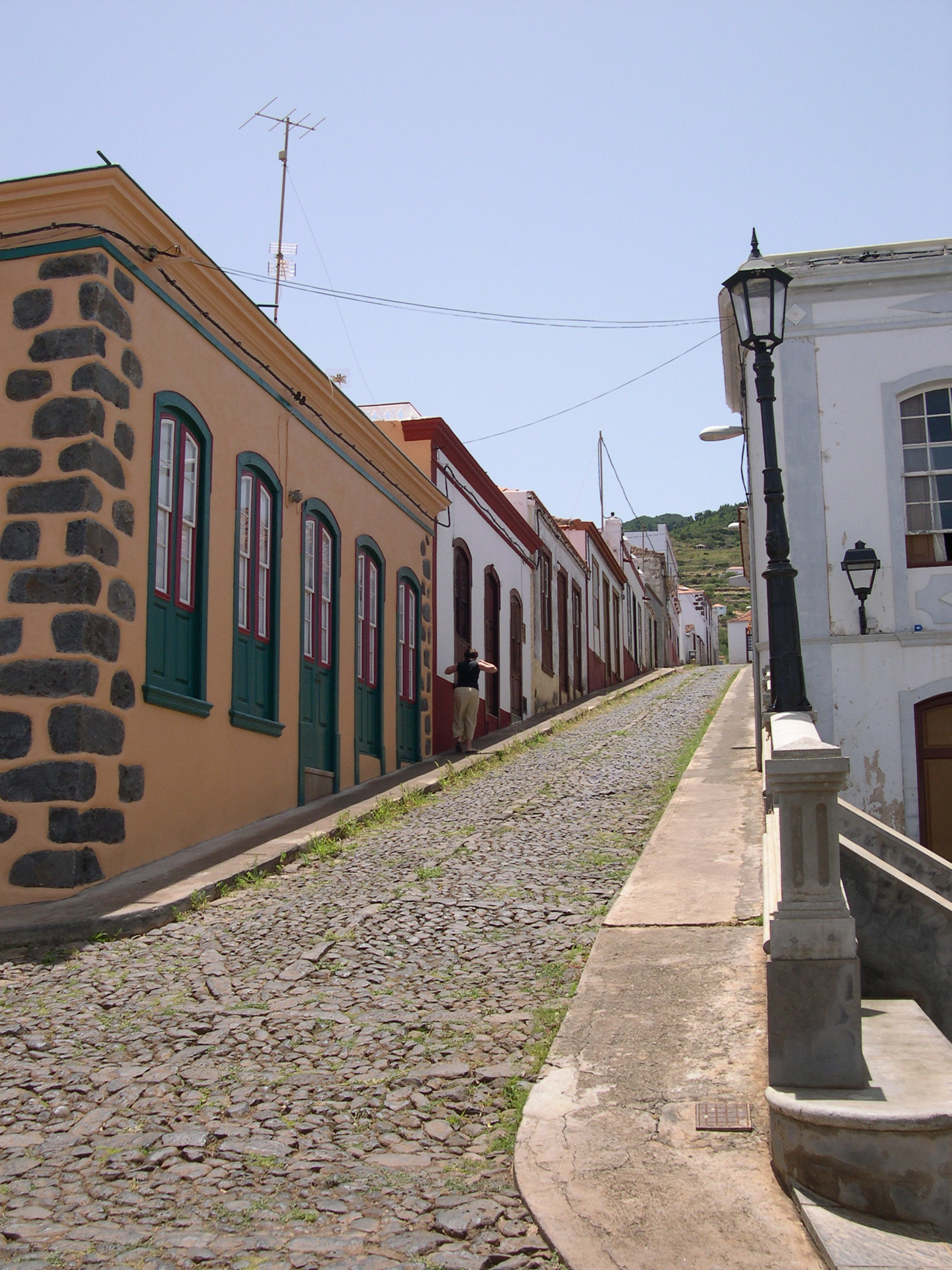